# Kronologija Domovinskog rata: listopad 1996.

### 1. listopada
- Uz neviđene mjere sigurnosti, u privatnom restoranu Saraj na međuentitetskoj crti između Sarajeva i Pala održan prvi sastanak trojice članova novoizabranog Predsjedništva BiH - Izetbegovića, Zubaka i Krajišnika.[1]
- Kanađanka Luise Arbour danas preuzima dužnost tužiteljice Međunarodnog suda za ratne zločine u bivšoj Jugoslaviji od Južnoafrikanca Richarda Goldstonea.[1]

### 2. listopada
- Temeljem Zakona o obrani Federacije BiH, Alija Izetbegović i Krešimir Zubak potpisali ukaz o imenovanju zapovjednika i zamjenika zapovjednika Zajedničkog zapovjedništva Vojske Federacije BiH - armijskog generala Rasima Delića i general bojnika Živka Budimira.[1]

### 3. listopada
- Na sastanku bosanskog i srbijanskog predsjednika, Izetbegovića i Miloševića, u Parizu dogovorena uspostava punih diplomatskih odnosa između SRJ i BiH.[1]
- Sud u Parizu naredio da se svi računi bivše Jugoslavije u francuskim bankama zamrznu i da se novim državama otvori lista svih računa na dan 31. prosinca 1990. (posljednje godine zajedničkog proračuna).[1]

### 4. listopada
- Republika Hrvatska pozdravlja razgovore predsjednika Izetbegovića i Miloševića u Parizu i očekuje da će Sporazum o normalizaciji odnosa između BiH i SRJ biti važan doprinos novih ravnopravnih odnosa samostalnih neovisnih država na prostoru bivše Jugoslavije i dodatno ukloniti inicijative i pritiske za stvaranjem umjetnih političkih integracija u regiji, priopćilo Ministarstvo vanjskih poslova RH.[1]
- UN objavio izvještaj Boutrosa Ghalija Vijeću sigurnosti od 1. listopada, u kojem pozdravlja normalizaciju odnosa između Hrvatske i SRJ kao velik korak rješenju pitanja hrvatskog Podunavlja.[1]

### 5. listopada
- Najnovija knjiga - Srpski tajni rat: propaganda i krivotvorenje povijesti američkog autora Philipa Cohena bitno se razlikuje od većine ostalih, koje su opsjene, mitove i legende iz povijesti ponavljale kao povijesne činjenice. Cilj Cohenova istraživanja jest razotkriti povijesne neistine srpske propagande.[1]

### 6. listopada
- Predsjednik Sabora RH Vlatko Pavletić nije mogao posjetiti Vukovar, jer mu UNTAES nije mogao jamčiti sigurnost.[1]
- Budući da nemamo nikakva jamstva da će vitalni interesi hrvatskog naroda u Sarajevu biti zaštićeni niti da će hrvatski zastupnici imati bilo kakav utjecaj na donošenje važnih odluka, ne želimo sudjelovati u radu Skupštine Sarajevske županije dok se za to ne stvore uvjeti, odluka sarajevskog Gradskog odbora HDZ-a.[1]

### 7. listopada
- Iznošenjem 200 tijela žrtava stručnjaci haaškog Međunarodnog suda za ratne zločine 4. listopada završili ekshumaciju iz masovne grobnice na Ovčari kod Vukovara, a sve su tijela prevezena u Zagreb, gdje će se obaviti autopsija.[1]

### 8. listopada
- Predsjednik Tuđman primio u Predsjedničkim dvorima upravitelja Prijelazne uprave za istočnu Slavoniju, Baranju i zapadni Srijem generala Jacquesa Kleina, te izrazio nadu da će se proces reintegracije završiti prema rasporedu. Klein rekao da proces ide zacrtanim redom.[1]

### 9. listopada
- Elizabeth Rehn posjetila Sarajevo, te upozorila na zlouporabe ratnih zakona.[1]

### 10. listopada
- Multinacionalni tim sastavljen od 44 visoka promatrača stigao u sjedište OESS-a u Sarajevo, a glavne su mu zadaće da daje izvještaje i usmjerava rad lokalnih promatrača tijekom općinskih izbora, koji će se u BiH održati između 22. i 24. studenoga.[1]
- Skupina od oko 200 osoba okupila se ispred Ureda za izdavanje hrvatskih dokumenata u Belom Manastiru, prekinula telefonske linije i blokirala zgradu u kojoj se nalazilo desetak djelatnika matičnog ureda i Osječko-baranjske policijske uprave.[1]

### 11. listopada
- Zastupnički dom Sabora RH usvojio Zakon o naknadi za imovinu oduzetu za vrijeme jugoslavenske komunističke vladavine.[2]

### 12. listopada
- Posebna izvjestiteljica Visokog povjerenstva za ljudska prava UN-a Elizabeth Rehn ocijenila u Zagrebu svoju dosadašnju suradnju s institucijama hrvatske Vlade vrlo dobrom.[2]

### 13. listopada
- Vlasti u Bihaću i Velikoj Kladuši uhitile 18 navodnih autonomaša, 13 pustile a 5 optužile za ratne zločine. OESS uhićene osobe smatra oporbom.[2]

### 16. listopada
- U središtu Vijeća Europe u Strasbourgu službeno potvrđeno da je Ministarski odbor donio odluku da Hrvatska postane 40 članica najstarije europske organizacije.[2]
- Jugoslavenska delegacija u Bruxellesu jučer minirala završne pregovore o podjeli nasljedstva i dugova bivše Jugoslavije.[2]

### 17. listopada
- Komisija Europske unije potpisala ugovor, kojim će se na području Vukovara u projekte obnove uložiti pet milijuna Ecua, rekao na otvaranju ureda Europske komisije u Vukovaru Didier Fau, rukovoditelj projekta obnove.[2]

### 18. listopada
- Od ukupno zaprimljenih 5.998 zahtjeva za domovnicom u hrvatskom Podunavlju pozitivno riješeno 4.604 (oko 1.000 građana nije došlo po njih, vjerojatno zbog straha), a ostali zahtjevi bit će riješeni čim srpske paravlasti omoguće uvid u matične knjige.[2]

### 19. listopada
- Na cesti Sarajevo-Mostar, u Vrapčićima napadnut od muslimanskih ekstremista dubrovački biskup msgr. Želimir Puljić, dok se vraćao s godišnje Skupštine Hrvatskoga kulturnog društva Napredak, održane u Sarajevu.[2]

### 20. listopada
- Predsjednik Europske demokratske unije bivši austrijski vicekancelar i ministar vanjskih poslova dr. Alois Mock posjetio u sjedištu UNTAES-a prijelaznog upravitelja generala Kleina. Na sastanak pozvani i srpski čelnici na čelu s Vojislavom Stanimirovićem, ali su odbili doći.[2]

### 21. listopada
- Da su žrtve izvađene iz masovne grobnice na Ovčari ranjenici s vukovarskog područja pokazuju predmeti uz tijela koja sada u zagrebačkom Zavodu za sudsku medicinu Medicinskog fakulteta identificiraju međunarodni stručnjaci. Liječnici za ljudska prava za Haaški sud prikupljaju dokaze o zločinu počinjenom najviše 48 sati nakon okupacije Vukovara, izjavio na konferenciji za novinare u Zagrebu potpredsjednik Vlade dr. Ivica Kostović.[3]

### 22. listopada
- Jedini razlog otezanja primanja Hrvatske u Vijeće Europe bio je taj što još nismo imali normalizaciju odnosa s Jugoslavijom i neizvjesnost kretanja u BiH, izjavio predsjednik Tuđman u razgovoru s glavnim urednicima i novinarima javnih glasila u Predsjedničkim dvorima.[3]
- Privremena izborna komisija jednoglasno donijela odluku da se općinski izbori u BiH, predviđeni za 23. i 24. studenoga, odgađaju za prvu polovicu sljedeće godine, priopćio u Sarajevu povjerenik OESS-a Robert Frowick.[3]

### 23. listopada
- U veleposlanstvu SAD u Sarajevu predstavljena prva skupina od sedam časnika (5 Muslimana i 2 Hrvata) Vojske Federacije BiH koja odlazi na uvježbavanje u Ameriku.[3]
- Voditelj UN-ovog specijalnog procesa za traženje nestalih na području bivše Jugoslavije Manfred Nowak kazao u Osijeku majkama nestalih da UN ima podatka da među nestalima ima živih, koji se u tajnosti drže u logorima u Srbiji. U Hrvatskoj se vodi nestalima 2.539 osoba.[3]

### 24. listopada
- Bivši upravitelj Casado posjetio Mostar i izvijestio gradonačelnika Prskala i dogradonačelnika Oručevića o odluci vlade grada Valencije da Mostar postane osmi distrikt toga grada, čime će dobiti milijun maraka kao pripadajući proračun.[3]

### 25. listopada
- Bošnjačka strana u Mostaru prekinula suradnju u preuzimanju policijske opreme od WEU, uvjetujući da zapovjednik Združene policije bude Bošnjak.[3]

### 26. listopada
- Neće biti nikakvih promjena u režimu ulaska i izlaska u SRJ i obrnuto i nemamo namjeru mijenjati postojeće aranžmane, izjavio beogradskom dnevniku Politika glasnogovornik UNTAES-a Philip Arnold, komentirajući izjavu hrvatske vlasti da će za ulazak preko Dunava biti potrebne vize.[3]

### 27. listopada
- Očekujemo da će groblja na području nadzora UNTAES-a na blagdan Svih Svetih moći posjetiti 2.000 do 3.000 prognanika, izjavio u Vinkovcima glasnogovornik UNTAES-a Philip Arnold.[3]

### 28. listopada
- Izaslanstvo Sabora Republike Hrvatske, na čelu s njegovim predsjednikom Vlatkom Pavletićem, u posjet Kini.[3]

### 29. listopada
- Predsjednik RH dr. Franjo Tuđman primio u Zagrebu ministra vanjskih poslova SRJ Milana Milutinovića, a u razgovoru istaknuo da Hrvatska, zbog opravdanog nezadovoljstva prognanika i cjelokupne hrvatske javnosti, ne može pristati na to da se mandat UNTAES-a u hrvatskom Podunavlju produlji na šest ili dvanaest mjeseci.[3]

### 30. listopada
- Glavni tajnik UN-a Boutros Ghali predložio Vijeću sigurnosti produljenje mandata UNTAES-a na pet mjeseci, do 15. srpnja iduće godine.[3]

### 31. listopada
- Delegacija Ministarstva obrane RH, na čelu s ministrom Gojkom Šuškom, u radnom posjetu Washingtonu.[3]